# Polystichum multifidum
Polystichum multifidum là một loài thực vật có mạch trong họ Dryopteridaceae. Loài này được T. Moore miêu tả khoa học đầu tiên năm 1857.